# 瑞典太陽系模型
瑞典太陽系模型（英語：Sweden Solar System，簡稱：SSS）是世界上最大的永久性太陽系模型。代表太陽的是位於瑞典斯德哥爾摩的球形體育館，是目前世界上最大的半球形建築物。代表內行星的物體都位於斯德哥爾摩境內，而外行星都位於斯德哥爾摩以北臨波羅的海的城市。這個模型由尼爾斯·布倫寧（Nils Brenning）和哥斯達·加姆（Gösta Gahm）建立，比例是1:20000000，目前共有25個模型分佈於瑞典各地。

## 太陽系模型
這個模型所表示的天體包含了太陽、行星和部分衛星、矮行星等多種太陽系小天體（彗星、小行星、海王星外天體），以及太陽圈的終端震波區等抽象概念。因為太陽系中實際上存在許多小天體，該模型中的物體仍在增加中。 
代表太陽的是位於斯德哥爾摩的球形體育館，是目前世界上最大的半球形建築物，其直徑110公尺。為了配合其比例，該建築物也指出日冕的規模。

### 內行星
- 水星（直徑25公分）在模型中是位在距離體育館2900公尺的斯德哥爾摩市立博物館。該小金屬球是由藝術家彼得·瓦爾赫伊（Peter Varhelyi）製作。
- 金星（直徑62公分）是位於體育館5500公尺的皇家工學院。該模型由美國藝術家丹尼爾·奧巴第製作（Daniel Oberti），於2004年6月8日金星凌日的發生日啟用。該模型在2011年6月11日落到地面碎裂。有另一個金星的模型在天文台博物館。
- 地球（直徑65公分）則位於7600公尺以外的瑞典國家自然歷史博物館內的IMAX電影院Cosmonova（英语：Cosmonova）。旁邊有地球衛星影像展示，並有精密的月球模型（直徑18公分）在博物館的另一個部分。
- 火星（直徑35公分）是位於斯德哥爾摩省丹德吕德市的購物中心墨比中心（英语：Mörby centrum）。距離體育館11.6公里。該模型由芬蘭藝術家海基·哈帕寧（Heikki Haapanen）製作，模型有一個「臍帶」連接到有放在地上，有地球影像的鋼板上[4]。該球體也標示出了火星主要化學元素含量。

### 外行星
- 木星（直徑7.3公尺）的模型位於接近 Sky City 的一個圓環，屬於瑞典最大的機場斯德哥爾摩－阿蘭達機場範圍內（位於邁什塔，部分位於錫格蒂納），距離體育館40公里。該模型以花製作，不同的花代表木星上不同的區域；目前有計畫製作一個立體模型。
- 土星（直徑6.1公尺）是位於烏普薩拉市中心安德斯·攝爾修斯的舊天文台外，即攝爾修斯廣場。距離體育館73公里。國際天文年期間啟用[5]。該模型是一個有土星影像的墊子，未來將設在該市某個學校的天文館。此外，數個烏普薩拉市內的學校提供了土星衛星的模型，第一個是位於 Kvarngärdesskolan 的土衛二（2.5公分）[6]。
- 天王星（直徑2.6公尺）的舊模型已遭破壞，新模型將設在耶夫勒的某處，距離體育館143公里。
- 海王星（直徑2.5公尺）的模型位於以漁業和航海為主的瑟德港Söderhamnsån（瑞典语：Söderhamnsån）河邊，而海王星也是羅馬神話中的海神尼普顿。距離體育館229公里。該模型以丙烯酸製作，夜間會發出藍色光。

### 矮行星
- 冥王星（直徑12公分）和其衛星冥衛一是位於代爾斯布（英语：Delsbo）的德伦湖南邊，距離體育館約300公里。該湖一般認為是在9000萬年前隕石撞擊形成。這兩個雕塑是由兩個類似墳墓的柱子支撐（普路托是羅馬神話的陰間之神），是以一種由隕石撞擊形成的少見岩石流紋英安岩（Dellenite）製作。
- 矮行星的候選天體小行星28978（直徑6.5公分），位於海訥桑德的Technichus科學中心，距離體育館約360公里。該雕刻形象是用手和手臂圍成的圓形。這個冥族小天體由包含來自烏普薩拉的科學家團隊發現。
- 阋神星（直徑13公分）位於于默奧的 Umestans Företagspark，距離體育館約510公里。由泰瑞莎·伯格（Theresa Berg）製作。這個黃金模型代表女神厄里斯因為丟下一個刻有「獻給最美的」（希臘語：Ἡ καλὴ λαϐέτω）的金蘋果引起許多紛爭的希臘神話。
- 另一個矮行星的候選天體小行星90377（直徑10公分）是位於呂勒奧的Teknikens Hus（英语：Teknikens Hus）科學中心，距離體育館912公里。

### 其他天體
- 近地天体爱神星位於丹德吕德市的Mörbyskolan（瑞典语：Mörbyskolan）學校，距離體育館11公里。該雕塑配合情人節的計畫以黃金製作，代表希臘愛神厄洛斯的金箭。模型尺寸2公分X0.7公分X0.7公分（0.98立方公厘）。
- 小行星賽爾提斯（瑞典语：36614 Saltis）（Saltis）位於薩爾特舍巴登，斯德哥爾摩天文台附近的Kunskapsskolan（瑞典语：Kunskapsskolan）學校。該小行星由瑞典天文學家亞歷克西斯·布蘭德克（英语：Alexis Brandeker）於2000年在斯德哥爾摩天文台發現。事實上該小行星是以斯德哥爾摩天文台所在地方命名。
- 小行星帕洛馬－萊頓（英语：Palomar–Leiden survey）（Palomar–Leiden, P-L，直徑0.2公厘）位於克尼夫斯塔市轄下阿爾西克（英语：Alsike, Sweden）的一個公園，距離體育館約60公里。它不是以雕塑展現，而是以一個地圖系統上的點表示。位於埃里克·施塔爾（Erik Ståhl）不朽的宇宙雕像之前。
- 哈雷彗星位於舍夫德柏哈哲科學中心（英语：Balthazar Science Center），2009年12月16日啟用。總共有四個模型：三個是市外的學童繪畫，一個是室內雷射通過玻璃塊形成的模型。
- 斯威夫特－塔特爾彗星位於卡爾斯港Kreativum（瑞典语：Kreativum）科學中心。該彗星的軌道很特殊，近日點接近斯德哥爾摩球型體育館，遠日點在距離體育館390公里的卡爾斯港。
- 終端震波是太陽圈的邊緣，太陽風以超音速運動能到達最遠處。目前沒有關於終端震波的雕塑，但在瑞典太空物理研究所前已經有未來雕塑的基礎，在距離體育館950公里，北極圈內的基律纳。

## 天體列表
| 天體                                | 距離     | 直徑                                | 位置                                          | 座標                                                    | 啟用日期       |
| ----------------------------------- | -------- | ----------------------------------- | --------------------------------------------- | ------------------------------------------------------- | -------------- |
| 太陽                                | -        | 71 公尺（本體） 110公尺（包含日冕） | 斯德哥爾摩球形體育館                          | 59°17′36.80″N 18°04′59.65″E / 59.2935556°N 18.0832361°E | 1989年2月19日  |
| 小行星耶夢加得（471926）            | 1.8公里  | 0.05毫米                            | 斯德哥爾摩Ion Game Design辦公室               | 59°18′34.7″N 18°04′21.9″E / 59.309639°N 18.072750°E     | 2023年9月23日  |
| 水星                                | 2.9 公里 | 25公分                              | 斯德哥爾摩市立博物館                          | 59°19′11″N 18°04′14″E / 59.31972°N 18.07056°E           | 1998年         |
| 金星                                | 5.5 公里 | 62公分                              | 皇家工學院和 天文台博物館                     | 59°20′51″N 18°04′21.4″E / 59.34750°N 18.072611°E        | 2004年6月8日   |
| 地球和月球                          | 7.6公里  | 65公分和18公分                      | 瑞典國家自然歷史博物館內的IMAX電影院Cosmonova | 59°22′08.48″N 18°03′12.34″E / 59.3690222°N 18.0534278°E | 2000年以前     |
| 爱神星                              | 11公里   | 2.0公厘 x 0.7公厘 x 0.7公厘         | 丹德吕德市的Mörbyskolan學校                   | 59°23′38″N 18°02′41″E / 59.39389°N 18.04472°E           | 2000年2月14日  |
| 小行星賽爾提斯（Saltis）            | 11公里   | < 1公厘                             | 薩爾特舍巴登的Kunskapsskolan學校              | 59°16′21″N 18°18′17″E / 59.27250°N 18.30472°E           | 2010年1月14日  |
| 火星                                | 11.6公里 | 35公分                              | 丹德吕德市墨比中心                            | 59°23′52.58″N 18°02′11.58″E / 59.3979389°N 18.0365500°E | 2000年以前     |
| 灶神星                              | 16.4公里 | 2.6厘米                             | 泰比的Åva gymnasium                           | 59°26′24″N 18°03′47.16″E / 59.44000°N 18.0631000°E      | 2017年9月6日   |
| 木星                                | 40公里   | 7.3公尺                             | 迈什塔斯德哥爾摩－阿蘭達機場                  | 59°38′58.52″N 17°55′50.38″E / 59.6495889°N 17.9306611°E | 2000年以前     |
| 帕洛馬－萊頓（5025 Palomar-Leiden） | 60公里   | 0.2厘米                             | 阿爾西克                                      | 59°45′25″N 17°45′57″E / 59.75694°N 17.76583°E           |                |
| 土星                                | 73公里   | 6.1公尺                             | 烏普薩拉攝耳修斯廣場                          | 59°51′34″N 17°38′14″E / 59.85944°N 17.63722°E           | 2009年6月13日  |
| 天王星                              | 146公里  | 2.6公尺                             | 耶夫勒Furuviks公園                            | 60°24′31″N 17°52′37″E / 60.40861°N 17.87694°E           | 2012年10月13日 |
| 妊神星                              | 200公里  | 10厘米                              | 博倫厄                                        | 60°29′18.1″N 15°25′51.5″E / 60.488361°N 15.430972°E     |                |
| 哈雷彗星                            | 204公里  |                                     | 舍夫德柏哈哲科學中心                          | 58°23′14″N 13°51′11″E / 58.38722°N 13.85306°E           | 2009年12月16日 |
| 海王星                              | 229公里  | 2.5公尺                             | 瑟德港Söderhamnsån河邊                        | 61°18′07″N 17°03′19″E / 61.30194°N 17.05528°E           | 1998年10月29日 |
| 冥王星和冥衛一                      | 300公里  | 12公分和6公分                       | 代爾斯布德伦湖南邊                            | 61°47′52″N 16°32′58″E / 61.79778°N 16.54944°E           | 2000年以前     |
| 創神星                              | 340公里  | 6厘米                               | 伊斯拉韦德的伊斯拉韦德圖書館                  | 57°17′46.9″N 13°31′49.8″E / 57.296361°N 13.530500°E     | 2017年11月18日 |
| 小行星28978                         | 360公里  | 6.5公分                             | 海訥桑德Technichus科學中心                    | 62°37′49″N 17°56′12″E / 62.63028°N 17.93667°E           | 2002年4月18日  |
| 小行星174567                        | 370公里  | 33毫米                              | 烏德瓦拉的博胡斯省博物館                      | 58°20′57.4″N 11°55′44.0″E / 58.349278°N 11.928889°E     | 2021年9月4日   |
| 斯威夫特－塔特爾彗星                | 390公里  | <1厘米                              | 卡爾斯港Kreativum科學中心                     | 56°11′39″N 14°51′09″E / 56.19417°N 14.85250°E           |                |
| 鳥神星                              | 400公里  | 7厘米                               | 哥德堡斯洛茨库格天文台                        | 57°41′28.3″N 11°56′36.4″E / 57.691194°N 11.943444°E     | 2017年9月23日  |
| 首使星                              | 440公里  | 0.3毫米                             | 哈爾姆斯塔德市鎮                              | 56°44′04.8″N 12°44′42.8″E / 56.734667°N 12.745222°E     | 2018年8月      |
| 共工                                | 400公里  | 7.5厘米                             | Oxie的第谷布拉赫天文台                        | 55°32′33.9″N 13°05′04.0″E / 55.542750°N 13.084444°E     | 2017年9月23日  |
| 阋神星                              | 510公里  | 13公分                              | 于默奧 Företagspark                           | 63°50′05″N 20°15′37″E / 63.83472°N 20.26028°E           | 2007年12月6日  |
| 小行星90377                         | 810公里  | 10公分                              | 呂勒奧Teknikens Hus科學中心                   | 65°36′59.50″N 22°08′06.00″E / 65.6165278°N 22.1350000°E | 2005年12月8日  |
| 太陽圈的終端震波                    | 950公里  | 一個盤                              | 基律纳瑞典太空物理研究所                      | 67°50′27″N 20°24′34.5″E / 67.84083°N 20.409583°E        |                |

## 圖集

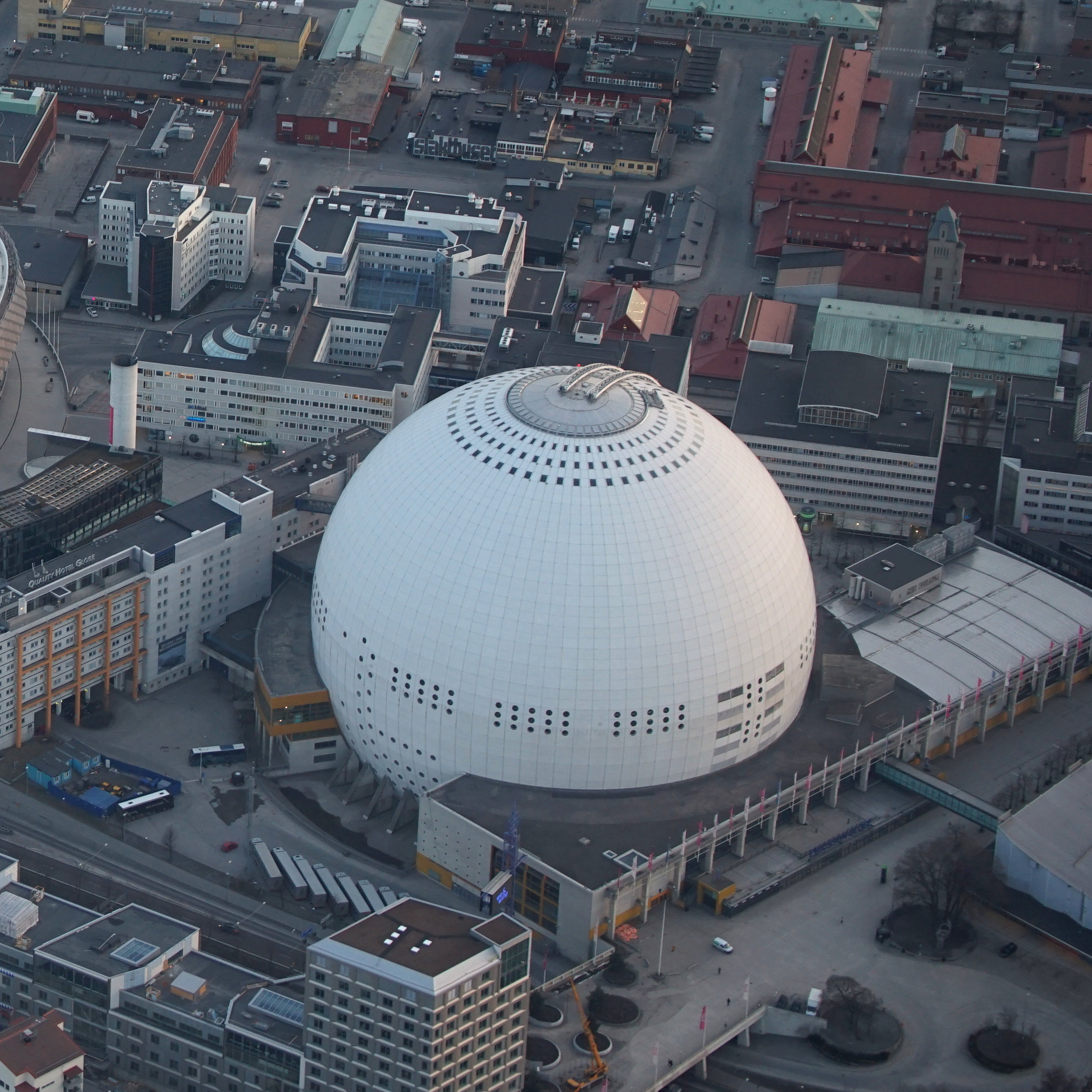
球形體育館代表太陽，太陽系其他天體模型在體育館以北，斯德哥爾摩以內或以外區域
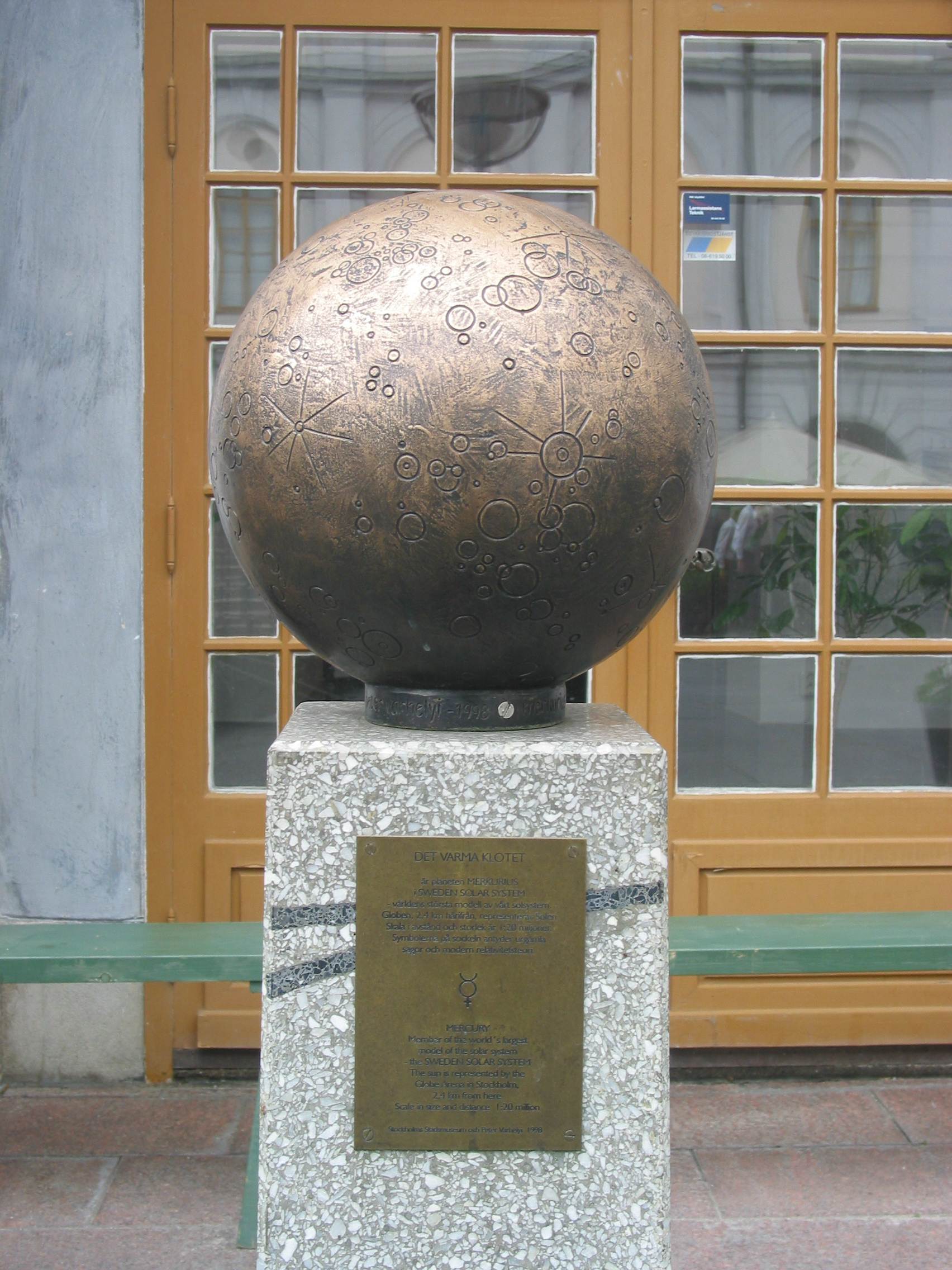
斯德哥爾摩的水星模型
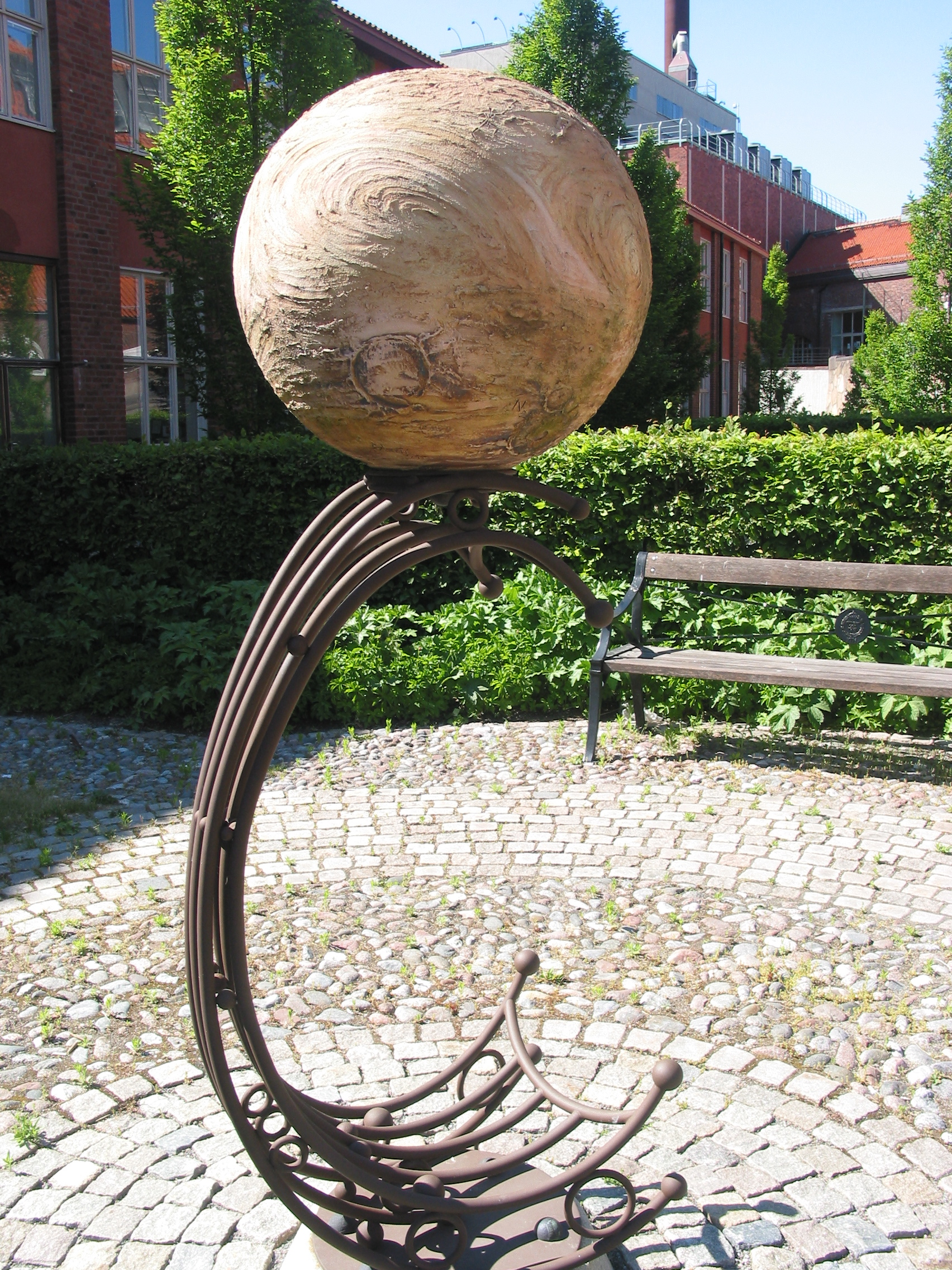
斯德哥爾摩的金星模型
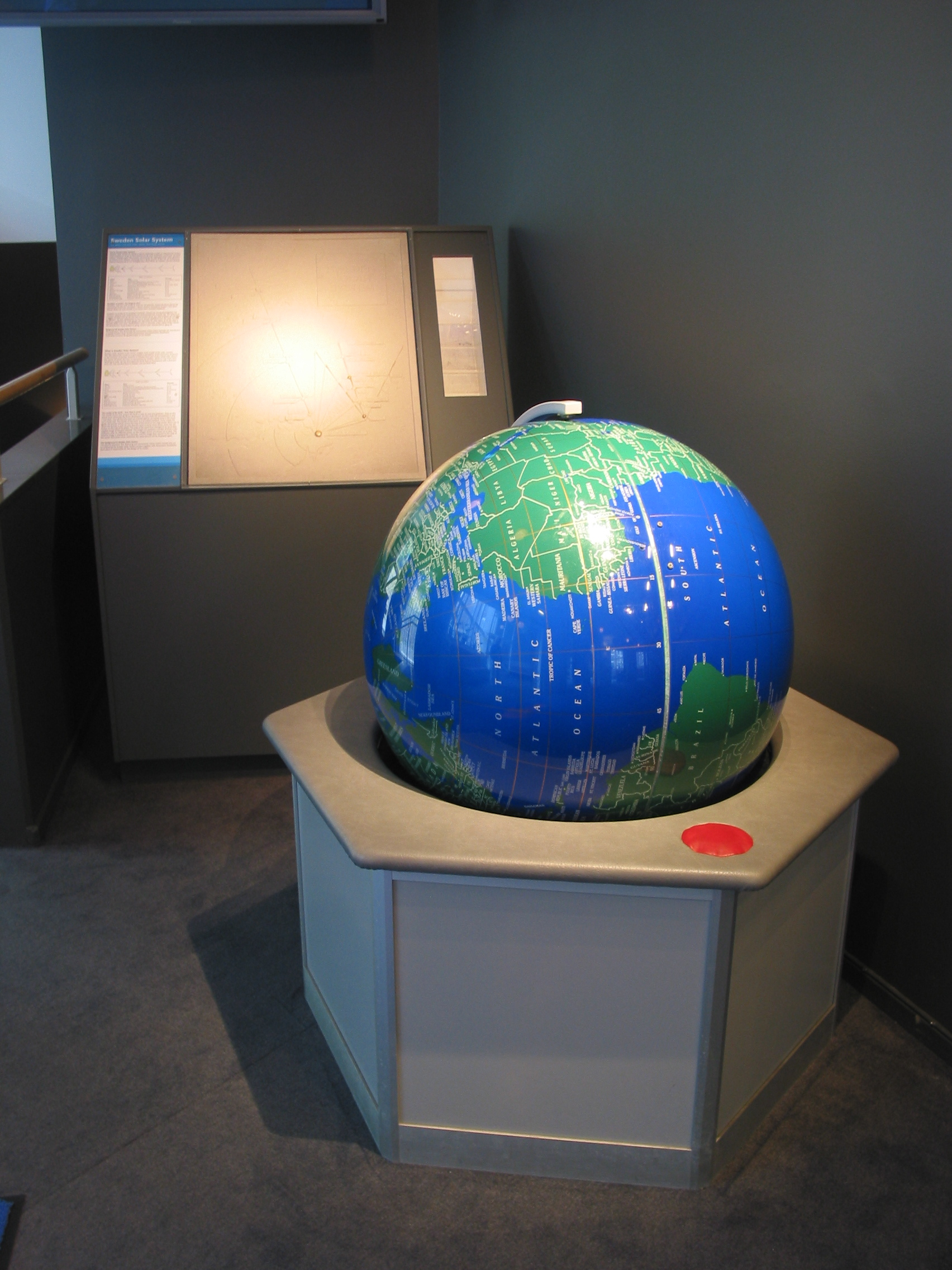
斯德哥爾摩的地球模型
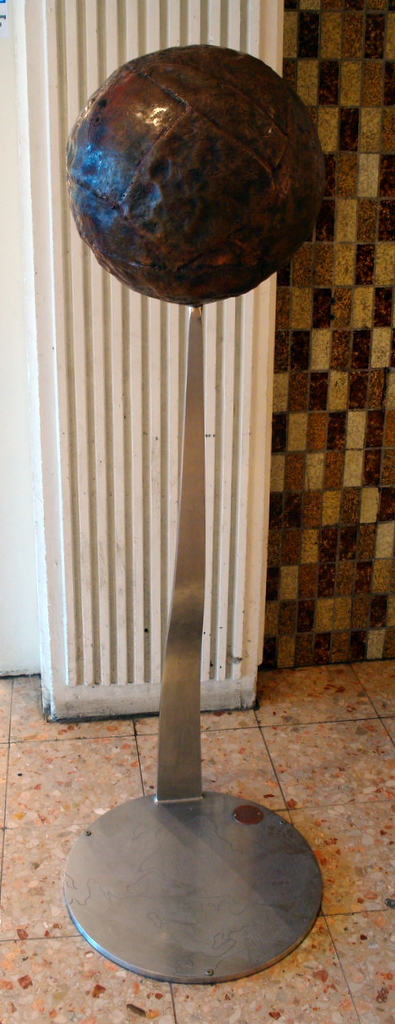
斯德哥爾摩的火星模型
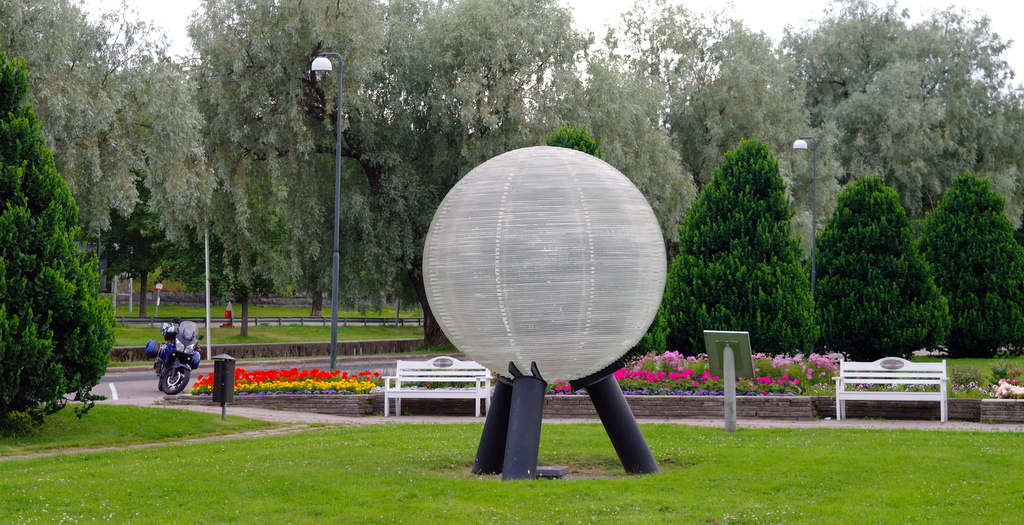
瑟德港的海王星模型
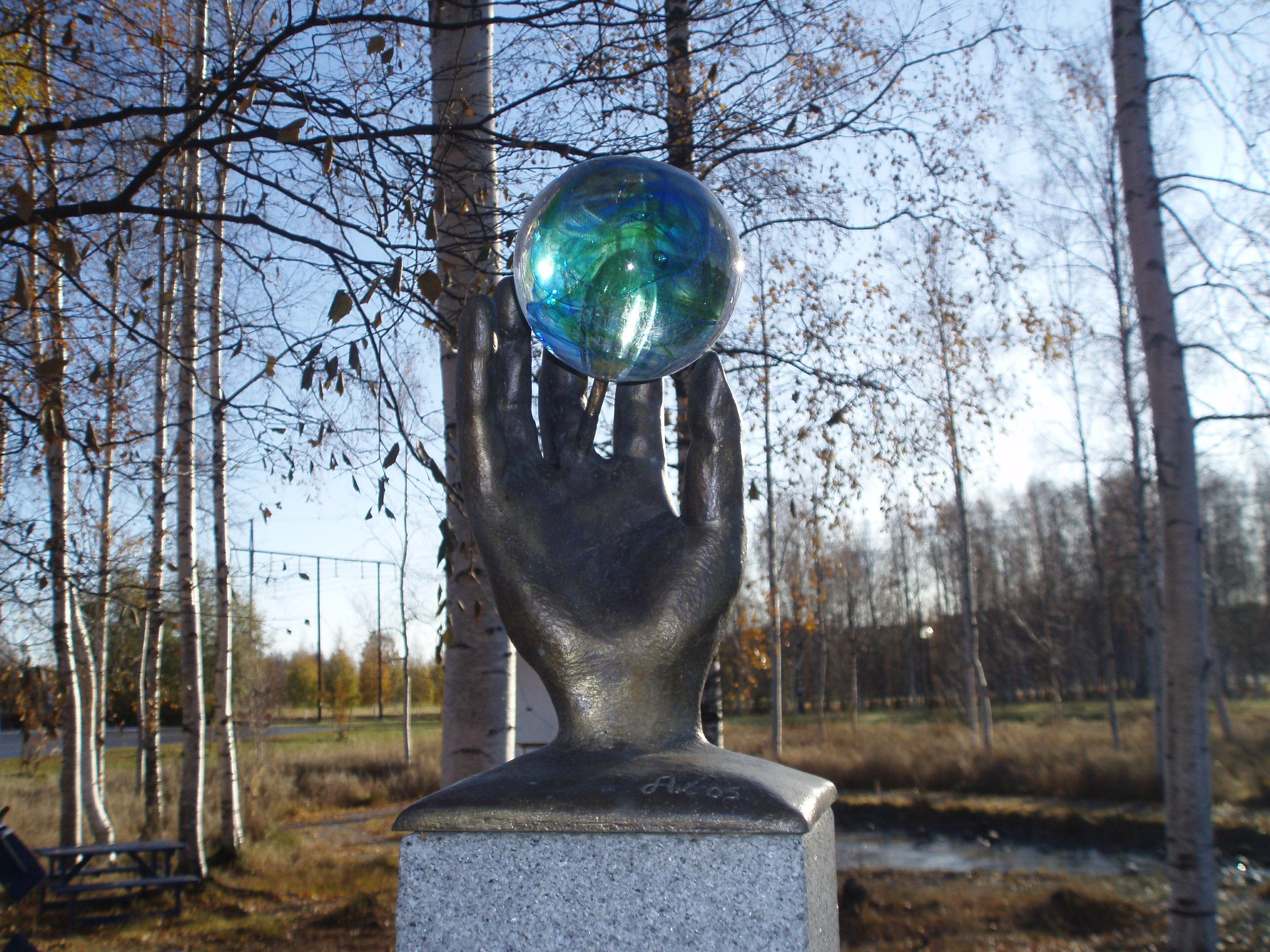
呂勒奧的賽德娜模型
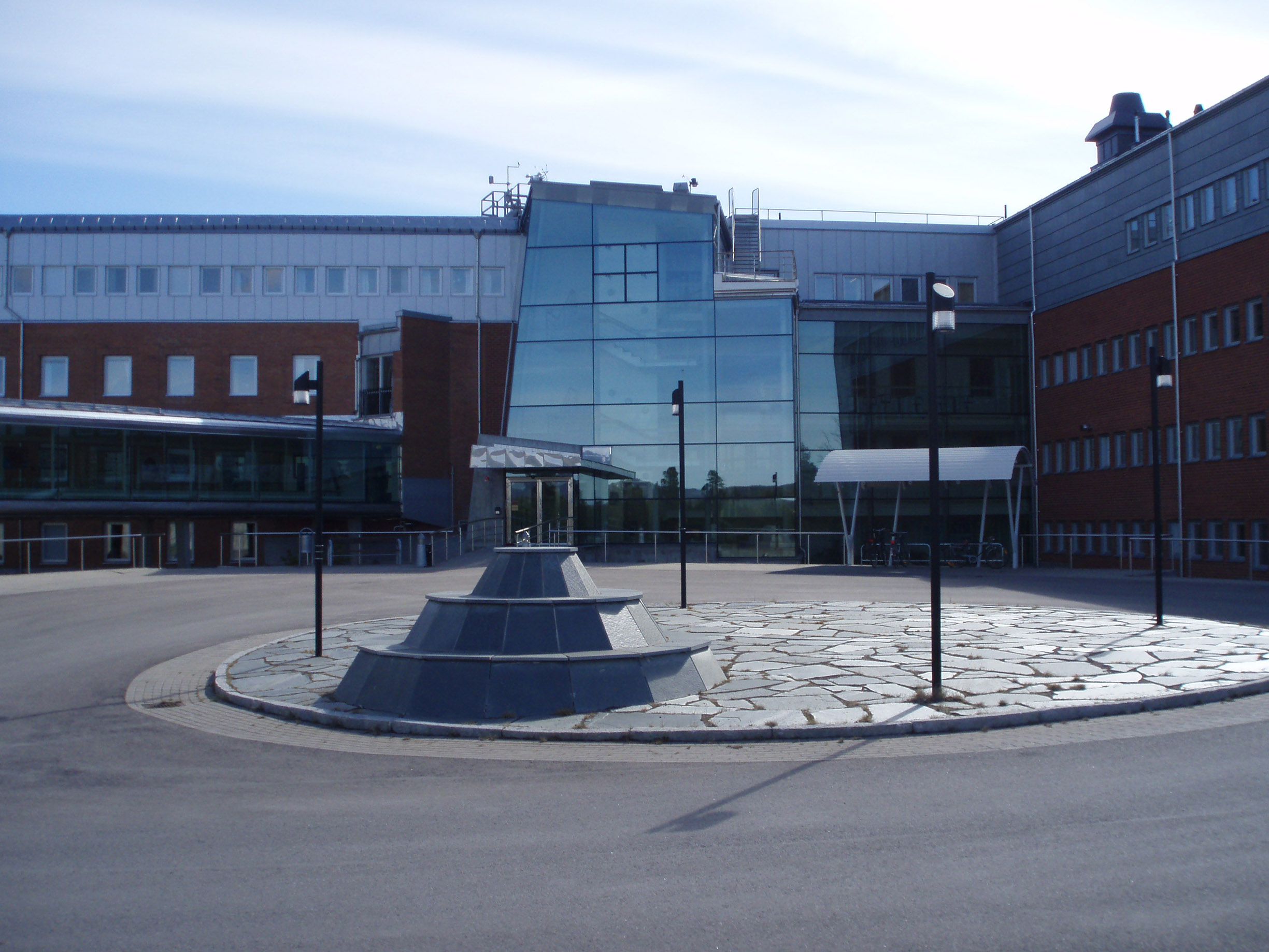
瑞典太空物理研究所（英语：Swedish Institute of Space Physics）前方的終端震波模型，位於基律纳
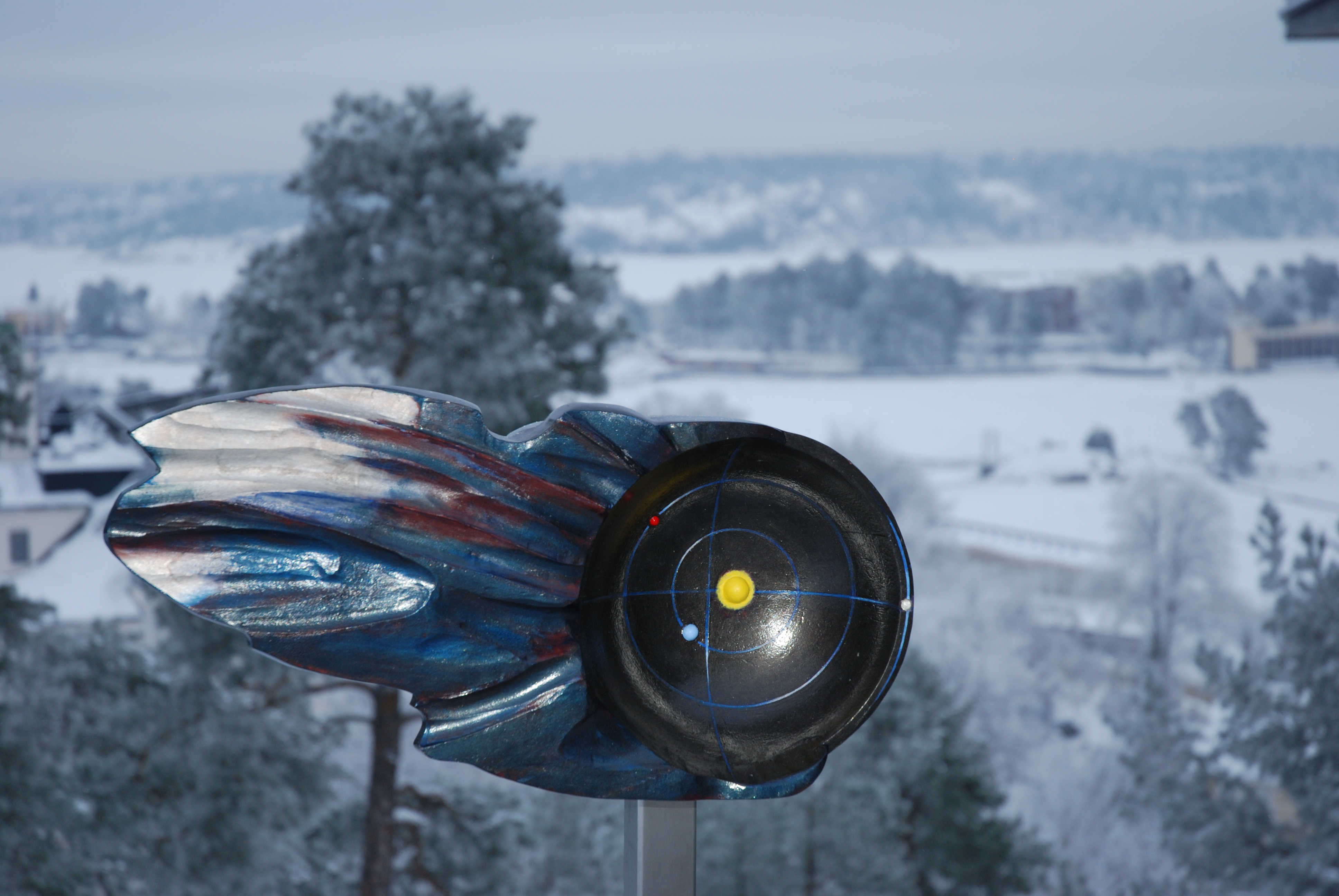
小行星36614模型
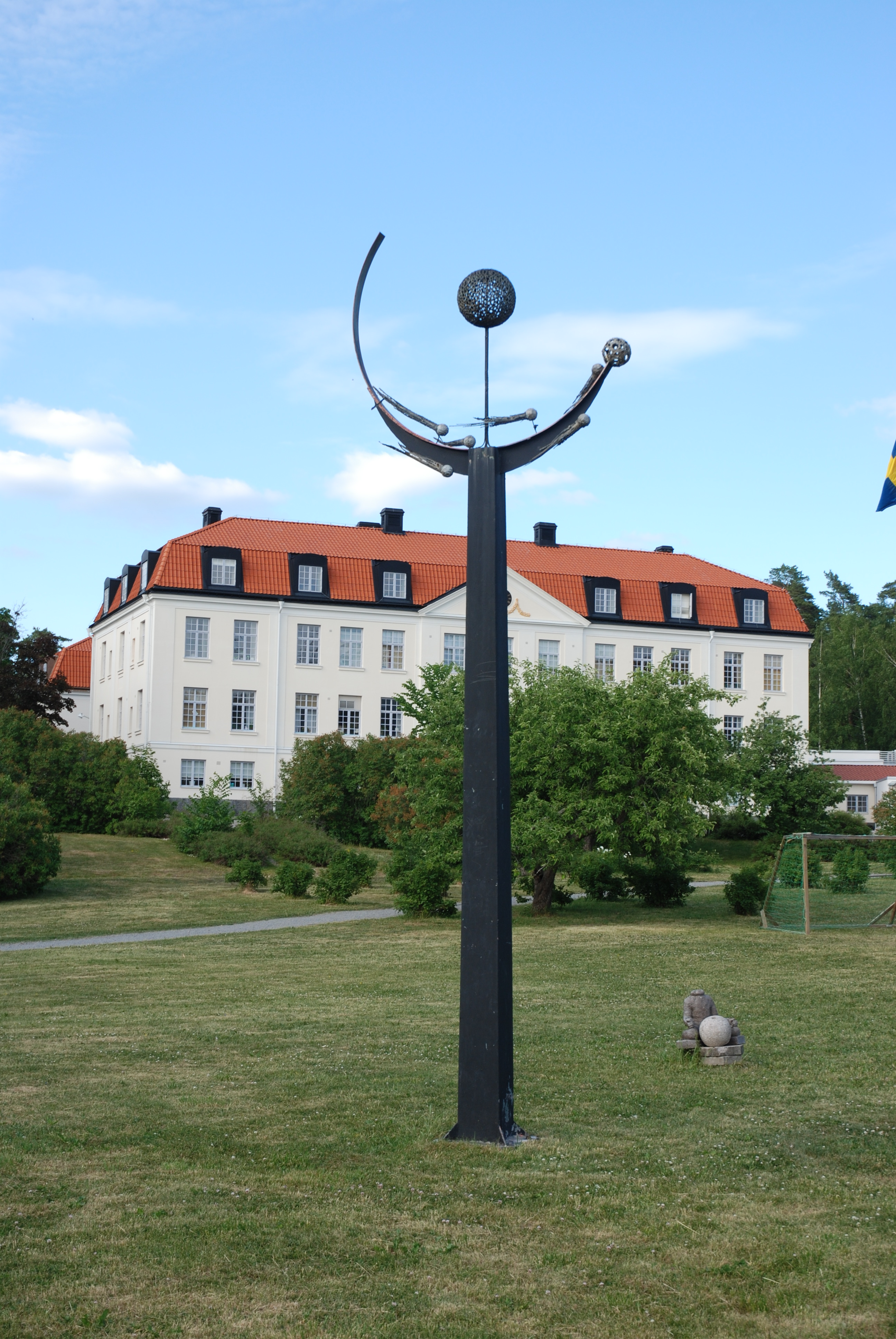
位於阿爾西克的帕洛馬－萊頓（英语：Palomar–Leiden survey）小行星的模型
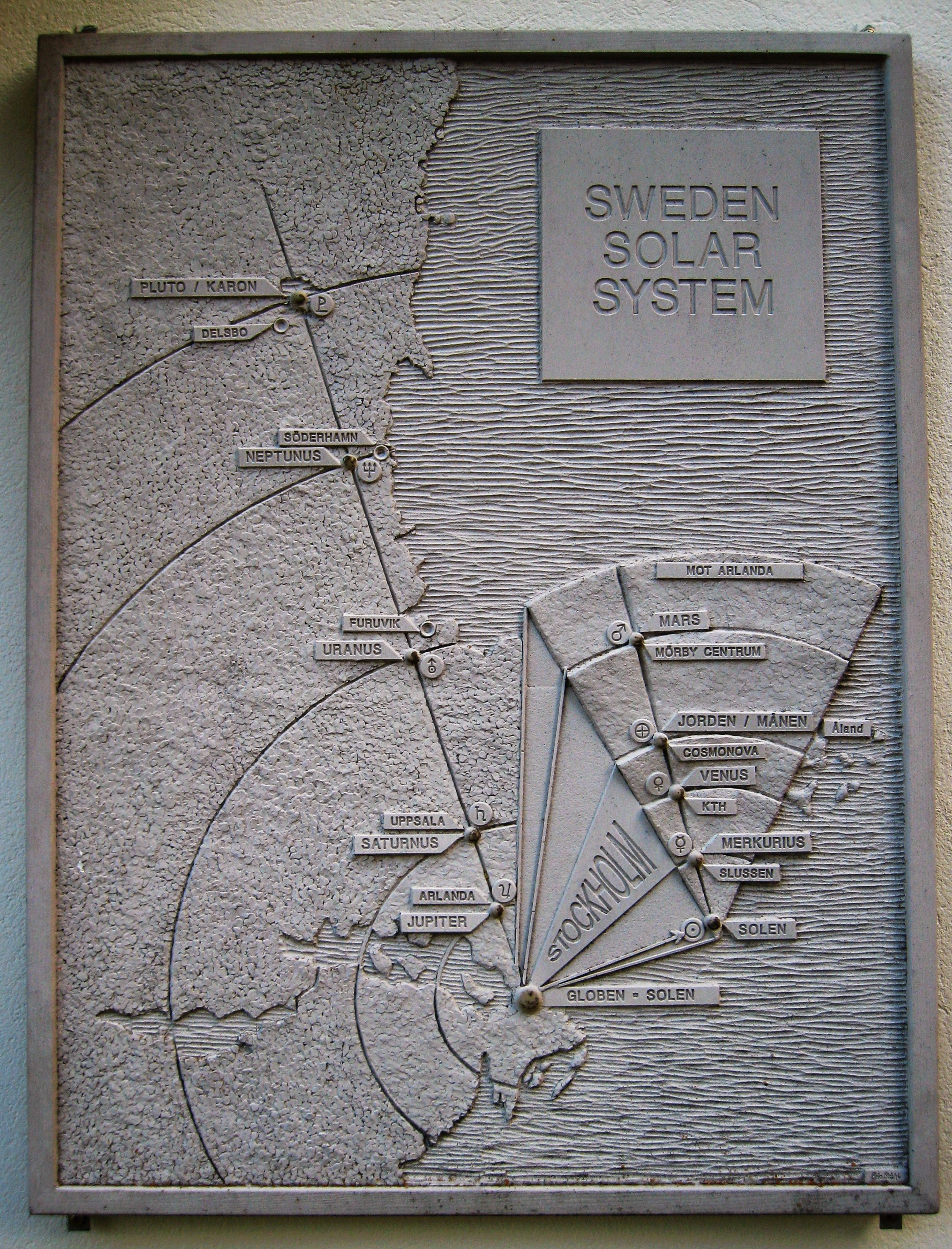
瑞典太陽系模型示意圖

## 外部連結
- 瑞典太陽系模型官方網站 （页面存档备份，存于）